# Picanyol
Picanyol, nom artístic de Josep Lluís Martínez i Picañol (Vic, Osona, 16 de març de 1948 - Moià, Moianès, 18 de març de 2021) fou un dibuixant català autodidacte. Era considerat com un «clàssic modern» del còmic català.

## Biografia
Nascut en una clínica de Vic el 1948 –tot i que es declarava natural de Moià, poble en el que va viure fins als 15 anys–, Picanyol va deixar els estudis i va anar a viure a Barcelona, on va entrar a treballar a l'agència de còmics de Barcelona S.I. Artists, dirigida per Josep Toutain, on van treballar també autors com Carlos Giménez i Josep Maria Beà. Durant les dècades dels anys seixanta i setanta del segle passat, va donar un impuls a molts professionals del còmic i la il·lustració del país. Un d'aquests joves va ser en Picanyol. Després d'alguns anys d'intentar, sense èxit, publicar còmics de l'Oest i còmic d'aventures en un estil de dibuix realista, va trobar en el dibuix humorístic la via que li permetria de realitzar un treball genuí i personal. Els seus primers treballs com a professional van ser acudits (“cartoons”).
A finals dels anys seixanta va començar a col·laborar en revistes del país, com Mata Ratos, on va coincidir amb ninotaires com Perich, Gin i Conti. Però, tot i practicar la sàtira política, el seu estil tendia més cap a l'humor blanc i infantil, cap on va encaminar la seva producció.
Gin el va portar a L'Infantil (coneguda més endavant com a Tretzevents). Aquesta última revista li va donar bones oportunitats d'experimentació i aprenentatge permetent-li canvis d'estil i de personatges, tractar la il·lustració, els passatemps, diversos estils de còmic, etc.
El 1971 va crear el personatge d'Ot, el Bruixot, que primer es va publicar a Bèlgica i Holanda i, més tard, va arribar a Catalunya.
Amb el temps, Picanyol, va arribar a col·laborar en nombroses revistes i periòdics, i fins i tot en la televisió (TVE2, circuit català, 1983-1986). En 1981 va començar a publicar dins la revista setmanal Lecturas. Entre 1982-1984 va ser l'autor únic de la revista Mussol, que editava Norma Editorial. Aquesta revista, completament dedicada als entreteniments, va tenir continuïtat en els quaderns Picajocs, de Barcanova (1991), i en les col·leccions 
La Rata Sàvia (1a ed., 1996), L'aligot savi (1a ed., 2000) i El gripau saberut (1a ed., 2003-2004) de l'Editorial Galera. Aquestes últimes col·leccions les està reeditatant Edicions del Pirata el març de 2019 amb el nom Memòria d'Elefant.
Les seves adaptacions a còmic de contes i llegendes populars - publicades primer a Cavall Fort i posteriorment en llibre per Pagès Editors (2001) - van inspirar a Antoni Tolmos un concert amb orquestra simfònica, Musicòmic, amb catorze músics i tres actors.
Entre el 2005 i el 2006, i en un moment de crisi creativa, Picanyol es va dedicar a escriure la seva autobiografia, que va publicar amb el títol Històries d'una pensió, on relata les experiències viscudes en els anys cinquanta, quan la seva mare va obrir una pensió a Moià.
En el 2010 participà en un projecte de TV3 per a il·lustrar alguns grans temes de la música popular catalana i interpretà Puff, el drac màgic, de Falsterbo.
A través de Barcelona Multimèdia ha il·lustrat La Bíblia dels nens (2011) en còmic, que s'ha traduït a diversos idiomes i s'ha editat en països com Itàlia, Estats Units, Polònia, França, Alemanya, Noruega, Brasil, Portugal, Grècia, Croàcia, Índia, Austràlia i Països Baixos. En breu s'editarà també a Eslovènia i Rússia entre d'altres.
Durant el 2012 va dibuixar el còmic Francesc i Clara d'Assís i, tot seguit, Ignasi de Loiola i Els Salms.
El 2013 va dibuixar la Bíblia en Jocs. La primera editorial a publicar-la va ser Emmanuel de França, el 2014.
I el 2015 va dibuixar Paràboles de Jesús i Miracles.
El 2016 se li va reeditar El gran llibre de les set diferències, un llibre-joc que permet buscar les set diferències en onze esbojarrades situacions, i que les combina amb una història.
El 2017 va publicar Ot el bruixot i les dites dels mesos, un llibre-joc pensat perquè a partir de 7 anys es pugui descobrir les dites i refranys populars catalans tot jugant en jocs on apareix l'Ot el bruixot.
El 2018 es va publicar una col·lecció de contes en català i anglès, bilingües, on a la pàgina esquerre s'hi troba el text en català a la part de dalt i en anglès a sota. A la pàgina dreta hi ha il·lustracions. El protagonista d'aquesta col·lecció és L'Ot el bruixot. Actualment està formada per L'Ot el Bruixot i el drac, l'Ot el Bruixot i la capa màgica i l'Ot el Bruixot llegeix un conte.

## Personatges
El seu personatge més conegut i característic és l'Ot el bruixot, personatge del qual ha publicat dos acudits en cada número de Cavall Fort ininterrompudament des de 1971 i fins al maig de 2014, quan va anunciar que començava a jubilar-se i deixava de dibuixar aquesta tira. Van deixar d'aparèixer tires inèdites a la revista el maig de 2014, encara que durant alguns mesos posteriors se n'hi van publicar d'antigues. A partir de 1987, Pirene Editorial va editar les tires de l'Ot en llibres.
 El 1996, Barcelona Multimedia va embarcar el personatge i el seu autor en una aventura informàtica, creant la col·lecció de CD-Rom Otijocs, amb guions i dibuixos de Picanyol. Entre 2013 i 2014, es van adaptar els jocs d'ordinador Otijocs per a dispositius com ara Ipad i Iphone.
Les editorials Edicions del Pirata, Galera i Baula també han editat llibres de l'Ot. Per tal de celebrar el quarantè aniversari d'Ot el bruixot, en el 2009, Norma Editorial va iniciar l'edició de totes les tires de l'Ot; ja hi ha tres volums al mercat.
Altres personatges i historietes del dibuixant Picanyol són:
- Nuria y su familia i Miss Lucy and the islanders, que publicava a la revista Lecturas
- La família Moixó, que sortien a Catalunya Cristiana
- Les Filles del Joglar, a la revista Barbie
- Sopars de duro, a Cavall Fort
- Els mims, a Catalunya Express
- El trobador, a Mata Ratos
- Alabí, a Tretzevents
- La Noemí i el pilot, a Barbie
- Illa perduda, al suplente de L'Avui
- El doctor Pots i els seus ajudants, a Otijocs

## Estil
Juntament amb Josep Maria Madorell, un altre referent de Cavall Fort, Picanyol va ser un dels grans representants de la línia clara al còmic català. Picanyol reconeixia les influències: "Recordo el dia que vaig veure un Tintín per primer cop: era El secret de l’Unicorn i em va agradar tant! Hergé m’ha influït molt. Tintín és el meu còmic preferit".
Segons Lluís Solà i Dachs, "l'humor de Picanyol és com el seu dibuix, net, poètic i de bona llei, reflexe exacte del seu creador".
Kap comenta que "el traç infantil i net és la clara expressió de la bondat essencial i íntima dels personatges i situacions dibuixades. El missatge que desprèn cada un dels seus acudits sempre és optimisme desbordat, alegria vital i positiva confiança en el gènere humà."